# Neoclytus mucronatus
Neoclytus mucronatus es una especie de escarabajo longicornio del género Neoclytus, tribu Clytini, subfamilia Cerambycinae. Fue descrita científicamente por Fabricius en 1775.

## Descripción
Mide 8-23 milímetros de longitud.

## Distribución
Se distribuye por Canadá, México y Estados Unidos.